# Studenov
Studenov je malá vesnice, část města Rokytnice nad Jizerou v okrese Semily. Nachází se asi 1,5 kilometru severně od Rokytnice nad Jizerou.
Studenov leží v katastrálním území Dolní Rokytnice o výměře 11,28 km².Mezi pamětihodnosti zde patří kříž z roku 1822.

## Historie
První písemná zmínka o vesnici pochází z roku 1621.